# هجوم بسكين في رامبوييه

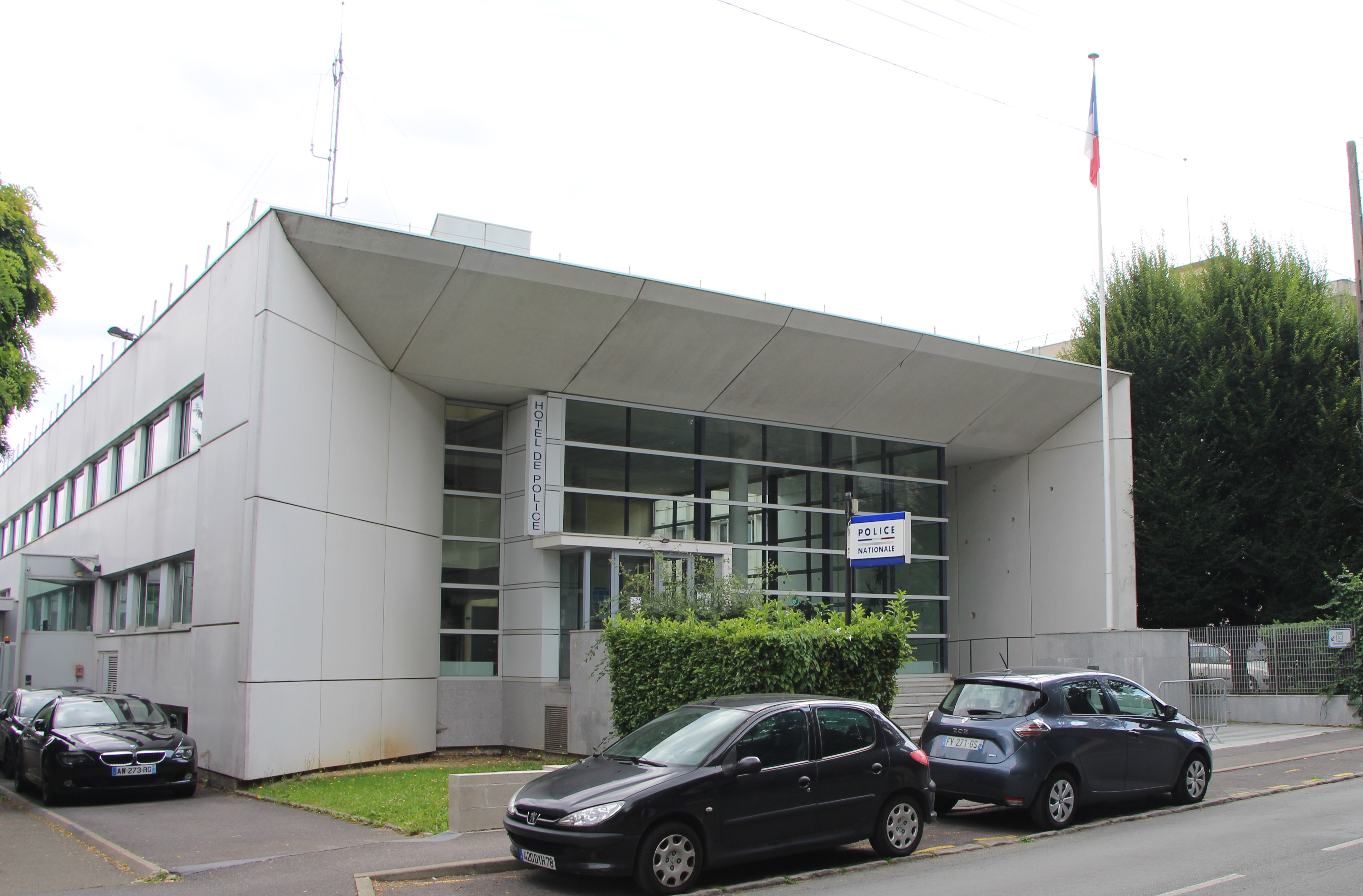
الواجهة الحاجزة لفندق شرطة رامبوييه

هجوم بسكين في رامبوييه في 23 أبريل 2021 طعن رجل ضابط شرطة حتى الموت في مركز للشرطة في رامبوييه، فرنسا، في هجوم بدافع الإرهاب على ما يبدو.

## الهجوم
في حوالي الساعة 2:20 مساءً يوم 23 أبريل 2021 وقع حادث طعن مميت في رامبوييه إيفلين في إيل دو فرانس. طعنت مساعدة إدارية مرتين في حلقها في المدخل الآمن لمركز الشرطة الذي كانت تعمل فيه. قُتل رجل السكين برصاص الشرطة في مكان الحادث.
كان المهاجم تونسيًا يبلغ من العمر 36 عامًا وصل إلى فرنسا بشكل غير قانوني في عام 2009. وقد حصل منذ ذلك الحين على أوراق إقامة وكان غير معروف لأجهزة الأمن. كان قد انتقل مؤخرًا إلى رامبوييه.
حدثت العديد من عمليات الطعن والتفجيرات وإطلاق النار في فرنسا خلال أواخر القرن العشرين وأوائل القرن الحادي والعشرين. تتعامل السلطات الفرنسية مع مقتل رامبوييه باعتباره هجومًا إرهابيًا. أكد الرئيس إيمانويل ماكرون معارضته للإرهاب. انتقدت زعيمة التجمع الوطني مارين لوبان قرار منح الإقامة الفرنسية لمهاجر غير شرعي.